# Tak Bai
Tak Bai (tajski: ตากใบ) – miejscowość w Tajlandii położona na granicy Tajlandii w Malezją, stolica Dystryktu Tak Bai, w prowincji Narathiwat.
Miasto zajmuje powierzchnię 9,14 km² a jego populacja w 2007 roku wynosi 17 317 osób.
25 października 2004 roku doszło tu do masakry demonstrantów w wyniku której zginęło ok. 85 osób.